# ОШ „Коста Стаменковић” Лесковац
Основна школа "Коста Стаменковић" је основна школа у Лесковцу, која се налази у непосредној близини центра града. 

## Историјат школе
Основна школа „Коста Стаменковић“ у Лесковцу налази се у мирном делу града, надомак брда и спомен парка Хисар. Школа је почела са радом 1965/66. године, најпре као четворогодишња школа са укупно осам одељења. Већ наредне године формирана су три одељења петог разреда, а затим 1968/69. године школа добија одобрење за отварање шестог и седмог разреда. Од 1969/70. године школа прераста у осмогодишњу школу. Школа је име добила у част народном хероју Кости Стаменковићу.

## Школа данас
Основна школа „Коста Стаменковић“ је данас модерна школа са 650 ученика узраста од 7 до 14 година. Наставу изводи 52 учитеља и наставника у две смене. Настава у првој смени за ученике од петог до осмог разреда почиње у 7 часова и 30 минута, а настава за ученика од првог до четвртог разреда се изводи у другој смени, са почетком у 13 часова и 15 минута.
Ученици изучавају два страна језика, енглески и немачки. Основна жеља је да се ученицима, као и запосленима, пружи угодан боравак у школи, што квалитетније услове за рад и пријатну радну атмосферу.